# Гринфельд, Алон
Алон Гринфельд (англ. Alon Greenfeld, ивр. אלון גרינפלד‎; род. 17 апреля 1964, Нью-Йорк, Нью-Йорк) — израильский шахматист, гроссмейстер (1989).

## Шахматная карьера
Двукратный чемпион Израиля (1984 и 2018).
Участник всемирных олимпиад (1982, 1984 и 1988); лучший результат в 1984 — 9 очков из 13 (2-я доска). Неоднократный участник чемпионатов мира и Европы среди кадетов и юношей: кадеты (Чемпионат мира 1980) — 2-е место; юноши (Чемпионаты Европы 1981/1982 и 1982/1983) — 2-е и 4-е места. 
Лучшие результаты в международных соревнованиях: Беэр-Шева (1982, 1986 и 1988) — 3-е, 2-е и 1-е; Тимишоара (1983) — 1-е; Нетанья (1983) — 5-е; Биль (1985) — 1-е (побочный турнир); Гастингс (1985/1986) — 5-7-е; Поляница-Здруй (1987) и Тель-Авив (1988) — 2-3-е; Будапешт (1989, март — апрель) — 4-6-е места.

## Изменения рейтинга
| Графики недоступны из-за технических проблем. См. информацию на Фабрикаторе и на mediawiki.org. |